# Округ Јунион (Охајо)
Округ Јунион (енгл. Union County) је округ у америчкој савезној држави Охајо.

## Демографија
По попису из 2010. године број становника је 52.300, што је 11.391 (27,8%) становника више него 2000. године.
| Група             | 2000.          | 2010.          |
| Белци             | 38.795 (94,8%) | 48.169 (92,1%) |
| Афроамериканци    | 1.149 (2,8%)   | 1.231 (2,4%)   |
| Азијати           | 221 (0,5%)     | 1.428 (2,7%)   |
| Хиспаноамериканци | 309 (0,8%)     | 661 (1,3%)     |
| Укупно            | 40.909         | 52.300         |